# Emmanuel de Lalaing
Emmanuel-Philibert de Lalaing, né le 5 mai 1557 à Valenciennes (comté de Hainaut) et mort le 27 décembre 1590 à Mons (comté de Hainaut), est un officier et un homme d'État des Pays-Bas sous le règne de Philippe II, à l'époque de l'insurrection dirigée par Guillaume d'Orange et de la formation des Provinces-Unies.
Issu de la maison de Lalaing, il est seigneur de Condé, baron de Montigny, marquis de Renty. 
D'abord officier au service des États généraux en 1576-1577, il mène une politique personnelle en 1578 à la tête du parti des Malcontents, puis finit par rallier le camp de Philippe II en 1579. Il est fait chevalier de l'ordre de la Toison d'or et occupe les fonctions de grand bailli et gouverneur du Hainaut (1582), et d'amiral de la flotte des Pays-Bas, alors que les Pays-Bas sont désormais fracturés par la sécession des provinces du nord (union d'Utrecht, puis Provinces-Unies).

## Biographie

### Origines familiales
Emmanuel-Philibert est le fils de Charles II de Lalaing (1506-1558), deuxième comte de Lalaing, baron d'Escornaix et de Montigny, seigneur de Bracle, Saint-Aubin et autres lieux,  gouverneur d'Audenarde et grand bailli du Hainaut de 1537 à 1549. 
Sa mère est Marie de Montmorency (morte en 1570), issue de la branche néerlandaise de la famille à l'origine française des Montmorency, fille de Joseph de Montmorency et d'Anna van Egmond (nl) (1504-1574) ; elle est la sœur cadette de Philippe de Montmorency (1524-1568). 
Il est porté sur les fonts baptismaux par :
- Emmanuel-Philibert de Savoie, gouverneur général des Pays-Bas de 1555 à 1559,
- George d'Egmont, évêque d'Utrecht de 1534 à 1559,
- Anne d'Egmont (1533-1558), épouse du prince Guillaume d'Orange, apparentée au comte Lamoral d'Egmont (1522-1568),
- Walburge de Neuenahr, épouse de Philippe de Montmorency[3] (1524-1568), comte de Hornes et cousin d'Anne d'Egmont.

Il a une sœur, Philippe-Christine de Lalaing (1545-1582) et un demi-frère Philippe (1537-1582), héritier du titre de comte de Lalaing en 1558.

### Au service des États généraux (1576-début 1578)
Engagé dans la carrière militaire dès les années 1570, Emmanuel de Lalaing se met au service des  États généraux lorsque ceux-ci deviennent l'organe de gouvernement des Pays-Bas à la suite de la mort du gouverneur général Luis de Requesens (mars 1576), non remplacé immédiatement, et après l'arrestation des membres du Conseil d'État par les autorités de Bruxelles et du Brabant (4 septembre 1576).
En 1576, il est à la tête d'une enseigne de deux cents têtes d'infanterie wallonne sous le commandement de George de Lalaing (1536-1581), comte de Rennenberg, devenu en 1576 stathouder de Frise, de Groningue et d'Overijssel, sur la recommandation de Guillaume d'Orange. Il est ensuite promu lieutenant-colonel au régiment de Philippe III de Croÿ, duc d'Aerschot, gouverneur militaire d'Anvers à partir de mai 1577 et lieutenant-gouverneur de Flandre à partir de septembre 1577.
En 1577, il rencontre à Mons Marguerite de Valois, sœur du roi de France Henri III et épouse du roi de Navarre Henri de Bourbon, chef du parti protestant en France. Sous le prétexte d’aller faire une cure aux eaux de Spa, elle parcourt les Pays-Bas pour s’entretenir avec des gentilshommes hostiles à l’Espagne et vanter les mérites de son frère, François, duc d'Anjou. Emmanuel de Lalaing promet de lui livrer le Hainaut s'il venait aux Pays-Bas[réf. nécessaire]. 
Il fait aussi partie des nobles qui appellent l'archiduc Matthias de Habsbourg à venir remplacer don Juan d'Autriche comme gouverneur des Pays-Bas, après que ce dernier a quitté Bruxelles et s'est emparé de la citadelle de Namur (juillet 1577). En septembre 1577, Matthias fait son entrée à Bruxelles aux côtés de Guillaume d'Orange. La situation de don Juan s'améliore cependant lorsqu'il reçoit des renforts importants commandés par son neveu Alexandre Farnèse (décembre 1577). 
Nommé colonel de son régiment, Emmanuel de Lalaing fait partie de la petite armée des États stationnée à Temploux pour surveiller l'armée de don Juan et de Farnèse. Il est présent avec Antoine de Gongnies et le colonel écossais Henry Balfour lors de la bataille de Gembloux (31 janvier 1578), qui voit l'armée des États généraux vaincue par celle du gouverneur. À la suite de cette défaite, Emmanuel de Lalaing se retire à Mons.

### Négociations avec le duc d'Anjou (juillet 1578) et prise de Menin (octobre 1578)
Nommé gouverneur d'Avesnes[Quand ?], le désormais baron de Montigny[pas clair] part en juin 1578 à Alençon, pour demander à François d'Anjou (aussi duc d'Alençon) de devenir le protecteur du Hainaut, à l'encontre de l'avis des États généraux. Le 12 juillet 1578, le duc d'Anjou entre dans Mons avec ses troupes.
Ne recevant plus aucune aide financière des États pour payer ses régiments wallons[pas clair], Emmanuel de Lalaing s'empare de Menin, et laisse ses troupes rançonner les régions flamandes soumises à la République calviniste de Gand : Ypres, Dixmude, Hazebrouck, Hondschoote, etc. Dans toutes les localités qu'il occupe, il s'empresse, en invoquant la Pacification de Gand, de rétablir le culte catholique interdit par les troupes gantoises.

### À la tête des Malcontents
Soutenu par les prélats et les nobles catholiques, Montigny, désolidarisé des États généraux et adversaire tant des Espagnols que des calvinistes, devient une personnalité politique de premier ordre à la tête d'un parti : les Malcontents.
Tant les États généraux que le duc d'Anjou ne parviennent à étouffer ce mouvement politique. Entretemps, les Gantois ont appelé à leur secours le duc Jean-Casimir du Palatinat et ses reîtres. Montigny, avec la compagnie de lances de son frère Philippe et cent chevau-légers du comte de Gongnies, reprend Lannoy et met Casimir en déroute près de Courtrai.
Aidé par les troupes françaises du duc d'Anjou, il tente de reconquérir les villes flamandes alors aux mains des calvinistes gantois, mais des tensions avec les Français et une entrevue, le 13 novembre 1578, à l'abbaye de Watten, avec Valentin de Pardieu, le décide à rentrer dans le giron espagnol.

### Au service de Philippe II
Ainsi, le 6 avril 1579, après d'âpres négociations avec les différents partis, Montigny, à la tête de quelque 6 à 7 000 hommes de pied, 400 cavaliers et bon nombre de pionniers, jure obéissance au roi d’Espagne à l'abbaye du Mont-Saint-Éloi.
Les États généraux tenteront encore de ramener à leur parti le chef des Malcontents, notamment en lui montrant des lettres interceptées du contador Alonso de Curiel (en) au prince de Parme, démontrant la mauvaise foi des Espagnols, mais tenu par le traité d'Arras (17 mai 1579), Montigny ne peut plus faire marche arrière. Il reçoit du roi une pension de 4 000 florins et devient un des meilleurs lieutenants du prince de Parme.
En effet, ses faits d'armes permettront à l'Espagne de reconquérir petit à petit les provinces méridionales des Pays-Bas. Ainsi, il remet au roi les villes en sa possession, et, lors de l'année 1580, s'empare de Courtrai, accompagne le comte de Mansfeld au siège de Bouchain et reprend le contrôle de Condé avec Alexandre Farnèse. En 1581, il est blessé alors qu'il dirige l’assaut des Tours au siège de Tournai. En 1582, il est présent au siège d'Audenarde, où, lors d'un banquet donné par le prince de Parme, un boulet explose, blesse divers officiers et décapite un jeune capitaine wallon, le baron Lamoral de Licques.
Avec Pardieu et Mondragon, il bloque le duc d'Anjou à Dunkerque, qui tombe entre leurs mains le 16 juillet 1583. Ensuite, il prend le Sas de Gand, Axel, Hulst et Rupelmonde. Après la prise d'Ypres, il négocie la réconciliation des quatre membres de Flandre, mais ne peut convaincre Gand. Devant ce refus, la ville est assiégée et tombe 17 septembre 1584.
Après la capitulation de Bruxelles le 10 mars 1585, c'est Malines qui se rend (19 juillet 1585). Ensuite, Emmanuel de Lalaing, désormais marquis de Renty, rejoint Alexandre Farnèse au siège d'Anvers. Ce dernier, après avoir ravitaillé Zutphen assiégée par le comte de Leicester, est contraint par la maladie de se retirer à Bruxelles, et laisse le commandement de ses troupes à Emmanuel de Lalaing.
Lorsque Philippe II envisage d'envahir l’Angleterre, il devient primordial de reconquérir Ostende, L’Écluse et Berg-op-Zoom. En 1587, au siège de L'Écluse (en), le marquis de Renty remplace Valentin de Pardieu, qui y perd un bras, et est également blessé lors d'un assaut.
Ensuite, il faut mettre sur pied un corps expéditionnaire chargé d’aller rejoindre l'Invincible Armada. Pour ce faire, sur recommandation du prince de Parme, Renty est fait amiral en mai 1588. Il embarque avec 16 000 hommes à Nieuport, mais cette flottille ne parvient pas à faire la jonction avec celle de Dunkerque et les vaisseaux de Médina Sidonia, et l'invasion de l'Angleterre échoue.
En 1588, Emmanuel-Philibert, à moitié enseveli dans la fange, manque perdre la vie en tentant de s’emparer, sans succès, de l’île de Tholen. Il ne parvient pas non plus à prendre Berg-op-Zoom, défendue par la garnison anglaise du colonel Thomas Morgan (en).
Enfin, en 1590, il suit le prince de Parme dans sa campagne de France pour secourir Paris, assiégée par le roi de Navarre Henri III, mais est blessé au siège de Corbeil. 

### Mort et funérailles
Ramené à Mons, il y meurt le 27 décembre 1590, à l'âge de 33 ans. 
Il est inhumé au milieu du chœur de la collégiale Saint-Wasnon à Condé-sur-l'Escaut (cette église a été détruite pendant la Révolution française).

## Mariage et descendance
En 1581, il épouse Anne de Croÿ (1557-1609), marquise de Renty, dame de Chièvres, fille de Guillaume III de Croÿ (1527-1565) et d'Anne de Renesse (1535-1586).
De cette union naîtront :
- Alexandre (1583-1604), baron de Montigny, né à Valenciennes et mort au siège de L'Écluse (1604) (en) ;
- Marguerite (1584-avant 1590) ;
- Jeanne (1588-1649), dame de Condé, qui épouse Jean de Croÿ, comte de Solre, baron de Molenbaix et de Beaufort (1588-1640).